# Der letzte Schrei (1975)
Der letzte Schrei ist eine 1974 entstandene deutsche Gesellschaftssatire von Robert van Ackeren mit dem 1972 durch Alfred Hitchcocks Thriller Frenzy bekannt gewordenen Briten Barry Foster in der männlichen und der Französin Delphine Seyrig in der weiblichen Hauptrolle.

## Handlung
Leo, der Besitzer der Strumpf- und Miederwarenfabrikation „Diskret“ hat sein Unternehmen an die Wand gefahren; die Firma ist quasi bankrott. In Rechtsanwalt Edward, einem ebenso geldgierigen wie charakterlosen Sanierungsfachmann, hat er einen Spezialisten gefunden, der retten soll, was noch zu retten ist. Edward hat auch schon einige Ideen. Er kommt zum Schluss, dass sich die Firma deshalb in einem maroden Zustand befindet, weil deren Produkte zu gut sind, will sagen: weil sich die Strümpfe und Büstenhalter viel zu lange halten. Um diesen Zustand zu ändern, stellt er die Produktion auf sehr viel schneller verschleißende Materialien um. Da Edward ein ausgemachtes Schlitzohr ist und stets auch seinen eigenen Vorteil im Hinterkopf hat, schließt sich der Anwalt mit einer Gruppe skrupelloser Spekulanten zusammen und sagt diesen zu, dass er ihnen die „Diskret“-Firma zuspielen werde, sobald er diese mit seinen famosen „Rettungsideen“ endgültig ruiniert habe und sie für ein Appel-und-ein-Ei zu kaufen sei.
Leo, der offensichtlich nichts böses zu ahnen scheint, fährt mit Edward zum Bahnhof, um seine schwer herzkranke Gattin Simone abzuholen, die von einer sechswöchigen Kur aus Bad Nauheim zurückkehrt. Leo weiß jedoch, dass Edward und Simone seit geraumer Zeit ein Verhältnis haben. Er will jedoch nicht dagegen vorgehen, da er befürchtet, sonst die Sanierung der Firma zu gefährden. Wieder daheim, bittet Simone ihren Hausarzt Dr. Schatz, mit ihrem Mann zu reden. Leo solle in Zukunft auf ihr Herzleiden stärker Rücksicht nehmen und daher auf allzu leidenschaftliche Zuneigungsbezeugungen verzichten. Leo befriedigt daraufhin seine Libido mittels erotischer Spitzenwäsche aus eigener Produktion, die er in seinem Safe eingeschlossen hat.
Während Simones Kur in Bad Nauheim war, hat Edward sich auch noch an ihre und Leos Tochter Jella herangewanzt. Simone eilt noch am Abend ihrer Ankunft zu ihrem Geliebten, doch der besteht zu ihrer großen Überraschung darauf, beider Verhältnis fortan nicht mehr allzu eng zu handhaben. Man müsse sich Freiräume lassen. Bei Simone schrillen die Alarmglocken. Sie droht, Edward in einer Zeitungsanzeige bloßzustellen und zu veröffentlichen, dass er zwölf Monate lang ihr Liebhaber gewesen war. Zu Edwards Überraschung drängt Leo ihn, die Affäre mit seiner Frau fortzusetzen. Er soll mit ihr nach Italien reisen, um dort eine Miederwarenfabrikfiliale zu schließen. Für die anstehende Reise übergibt Dr. Schatz seiner Patientin einen Koffer mit lebenswichtigen Medikamenten. Als Simone in Venedig Edward davon vorschwärmt, wie schön es doch sei, endlich mit ihm allein zu sein, begegnet ihnen ein anderes Paar. Die Damen kennen sich von früher, als Simone noch als Maniküre arbeitete. Fluchtartig verlassen Simone und Edward die Lagunenstadt und reisen nach Genua weiter, um von dort aus eine Kreuzfahrt anzutreten.
Derweil erhält Edward von seiner Zweitgeliebten Jella eine Nachricht, in der steht, dass sie ihn in einem Hotelzimmer in Genua erwarte. Er nimmt sich ein Taxi und treibt den Fahrer an, sich zu beeilen. Es kommt prompt zu einer Massenkarambolage. Autowracks hängen in den Bäumen und türmen sich übereinander. Überall liegen Tote. Edwards Taxi liegt auf dem Dach. Mit den Beinen nach oben hängt er im Fond. Nach einer Weile steigt der Anwalt aus und schließt geradezu beiläufig-ungerührt die Autotür. Zu Fuß geht er zum verabredeten Treffpunkt mit Jella. Derweil rasen die Krankenwagen mit heulenden Sirenen zum Unfallort während Jella und Edward zum selben Zeitpunkt Sex haben. Wenig später beginnen Simone und Edward mit ihrer Kreuzfahrt. Doch lange hält es die untreue Gattin dort nicht aus, und sie lässt sich und Edward mit einem Rettungsboot zurück an Land bringen. Hier vermisst sie jedoch ihren lebenswichtigen Medikamentenkoffer und glaubt, sie habe ihn auf dem Schiff vergessen.
Sie ahnt nicht, dass ausgerechnet Edward ihn über Bord geworfen hat, um auf diese Weise die lästig zu werden drohende Mutter Jellas loszuwerden. Während Simone in einem abgestellten Rot-Kreuz-Anhänger verzweifelt nach benötigter Medizin sucht, bringt Edward Simone durch harten Sex buchstäblich ums Leben: Simone stirbt an einem Herzinfarkt. Nun ist er frei für Jella. In der Kirche stehen die beiden Eheleute in spe vor dem Sarg Simones. Während der Sarg im Boden versenkt wird und anschließend im Ofen des Krematoriums verschwindet, beginnt der Geistliche mit der Trauungszeremonie. Dann aber hat sich Jella plötzlich aus dem Staub gemacht. Am Ende hat tricky Edward alles verloren: Simone, Jella und auch die Fabrik, die er auf so clevere Weise in die eigenen Hände bekommen wollte, denn Leo hat sich entschieden, das marode Werk seinen Arbeitern zu vermachen.

## Produktionsnotizen
Der letzte Schrei wurde aufgrund der internationalen Besetzung auf Englisch gedreht und am 25. April 1975 uraufgeführt.

## Kritiken
„Man kommt aus dem Kino und hat den Kopf voll von einer Sturzflut sehr befremdlicher Bilder, mit den Rudimenten einer bizarren Geschichte, der vagen Ahnung von einem kruden tieferen Sinn. Komödie, Thriller, Satire, Lehrstück, Melodram, Nummern-Revue, Moritat, Kabarett: Robert Van Ackerens Film ‚Der letzte Schrei‘, das muß man ihm lassen, ist nicht klassifizierbar und kaum zu beschreiben, eine seltsame Irritation, ein Unikum. Ackeren: ‚– eine abgrundfröhliche Geschichte in bunten Bildern.‘“

„Monströse Melodramfarce, die absichtsvoll jedes Niveau unterschreitet. Wer mag, kann eine Parabel auf die kapitalistische Gesellschaft herausfiltern.“